# Общественная организация
Общественная организация — объединение граждан на основе общих интересов и целей. Иногда используется определение «третий сектор» (общественный) в дополнение к публичному и частному секторам.
Также существует термин «неправительственная организация» (НПО) — организация, созданная частными лицами, или другими организациями, не связанными с правительством. НПО не проводят коммерческую деятельность, поэтому для денежного обеспечения своей работы они собирают пожертвования. Для примера НПО можно назвать Московскую Хельсинкскую группу.
Самыми известными примерами «международных неправительственных организаций» (МНПО) могут быть названы такие МНПО, как Врачи без границ, Международная амнистия, Гринпис, Римский клуб, Международная хельсинкская федерация по правам человека, Human Rights Watch.
373 МНПО и 24 неправительственных фонда сотрудничают с Организацией Объединённых Наций по вопросам образования, науки и культуры (ЮНЕСКО).
Также существует термин некоммерческая организация (НКО) — это организация, которая создаётся и действует не для извлечения прибыли.

## Общественная организация в России
Термин имеет юридический смысл — в статье 8 Федерального закона от 19 мая 1995 г. № 82-ФЗ «Об общественных объединениях» говорится:
«Общественной организацией является основанное на членстве общественное объединение, созданное на основе совместной деятельности для
защиты общих интересов и достижения уставных целей объединившихся граждан».

## Структура, регистрация, деятельность
Членами общественной организации в соответствии с её уставом могут быть физические лица и юридические лица — общественные объединения, если иное не установлено настоящим Федеральным законом и законами об отдельных видах общественных объединений.
Наличием членства общественная организация отличается от общественного движения, в котором членство не обязательно.
Высшим руководящим органом общественной организации является съезд (конференция) или общее собрание. Постоянно действующим руководящим органом общественной организации является выборный коллегиальный орган, подотчётный съезду (конференции) или общему собранию.
В случае государственной регистрации общественной организации её постоянно действующий руководящий орган осуществляет права юридического лица от имени общественной организации и исполняет её обязанности в соответствии с уставом.
Международная общественная организация — неправительственное/негосударственное объединение, членами которого (на основе совместной деятельности для защиты общих интересов и достижения уставных целей) являются субъекты из разных стран и зарегистрированное в государстве законодательство, которое позволяет иностранным физическим или юридическим лицам (без какой-либо дискриминации по национальному признаку) создавать общественные организации и быть избранными в состав руководящего органа такой организации. Выбор такой формы деятельности — когда организация зарегистрирована в одной стране, а действует в других странах, позволяет общественной организации сохранить свою правосубъектность даже в случае возможного конфликта с национальными властями того или иного государства. Пространство (территория) деятельности МНПО определяется Уставом организации. Международные общественные организации наделены международной правосубъектностью в той мере, в которой такая правосубъектность определена тем или иным международным договором, например, правом обжалования нарушений норм Европейской Конвенции о Защите Прав Человека и Основных Свобод или, например, правом обжалования нарушений норм Европейской Социальной Хартии. В рамках Европейского союза общественные организации считаются вторыми по эффективности (после бизнес-ассоциаций) с точки зрения их давления, лоббирования и влияния на граждан.